# Gouvernement Thiam II
Diouf XI Thiam III
Le gouvernement Thiam II est le gouvernement de la république du Sénégal dirigé par le Premier ministre Habib Thiam du 2 juin 1993 au 15 mars 1995.
On note l'intégration de nouveaux membres de l'opposition, le retour de Moustapha Niasse aux Affaires étrangères, mais surtout l'absence de ministres PDS. Quatre ministres d'État socialistes sont nommés. 29 membres : 20 titulaires, 4 ministres d'État, 5 ministres délégués.
| Fonction                                                                                  | Nom                        |
| ----------------------------------------------------------------------------------------- | -------------------------- |
| Premier ministre                                                                          | Habib Thiam                |
| Ministre d'État, ministre des Affaires étrangères et des Sénégalais de l'extérieur        | Moustapha Niasse           |
| Ministre d'État, ministre de l'Agriculture                                                | Robert Sagna               |
| Ministre d'État, ministre des Services et des Affaires présidentielles                    | Ousmane Tanor Dieng        |
| Ministre d'État, ministre de l'Intérieur                                                  | Djibo Leyti Kâ             |
| Ministre de la Justice, garde des Sceaux                                                  | Jacques Baudin             |
| Ministre des Forces armées                                                                | Madieng Khary Dieng        |
| Ministre de l'Économie, des Finances et du Plan                                           | Pape Ousmane Sakho         |
| Ministre de l'Environnement et de la Protection de la nature                              | Abdoulaye Bathily (LD/MPT) |
| Ministre de l'Habitat et de l'Urbanisme                                                   | Amath Dansokho (PIT)       |
| Ministre de l'Éducation nationale                                                         | André Sonko                |
| Ministre de l'Industrie, de l'Énergie et des Mines                                        | Alassane Dialy Ndiaye      |
| Ministre de la Modernisation et de la Technologie                                         | Magued Diouf               |
| Ministre de la Communication                                                              | Abdoulaye Elimane Kane     |
| Ministre de la Culture                                                                    | Mame Coura Bâ Thiam        |
| Ministre de la Santé et de l'Action sociale                                               | Assane Diop                |
| Ministre de l'Emploi et du Travail                                                        | Serigne Diop               |
| Ministre du Commerce et de l'Artisanat                                                    | Cheikh Amidou Kane         |
| Ministre de la Femme, de l'Enfant et de la Famille                                        | Ndioro Ndiaye              |
| Ministre de l'Équipement et des Transports terrestres                                     | Landing Sané               |
| Ministre de la Jeunesse et des Sports                                                     | Ousmane Paye               |
| Ministre de la Pêche et des Transports maritimes                                          | Abdourahme Sow             |
| Ministre du Tourisme et des Transports aériens                                            | Tijane Sylla               |
| Ministre de l'Hydraulique                                                                 | Mamadou Faye               |
| Ministre de la Ville                                                                      | El Hadj Daour Cissé        |
| Ministre délégué auprès du Premier ministre, chargé de l'Intégration économique africaine | Magatte Thiam (PIT)        |
| Ministre délégué auprès du Premier ministre, chargé des Relations avec les Assemblées     | Khalifa Sall               |
| Ministre délégué auprès du ministre d'État de l'Intérieur, chargé de la Décentralisation  | Souty Touré                |
| Ministre délégué auprès du ministre de l'Économie, chargé du Budget                       | Mamadou Lamine Loum        |
| Ministre délégué chargé de l'Alphabétisation et la Promotion des Langues nationales       | Mamadou Ndoye (LD/MPT)     |